# Minier
Minier – wieś w Stanach Zjednoczonych, w stanie Illinois, w hrabstwie Tazewell.